# Delicie Nerková
Delicie Nerková, vlastním jménem Jaroslava Novotná (* 8. února 1949 Praha), je česká spisovatelka.

## Život
Vystudovala gymnázium a střední školu sociálně právní. Po několikaleté praxi v oboru sociální problematika neslyšících vystudovala Pedagogickou fakultu Univerzity Komenského v Bratislavě, obor speciální pedagogika a psychoterapie. Spoluzakládala a následně pracovala v diakonském středisku pro děti s kombinovaným postižením, především se věnovala nevidomým dětem s autismem. Od roku 2000 působí jako soukromá terapeutka v oboru speciálněpedagogické poradenství a psychoterapie.

## Tvorba
První básnické i prozaické pokusy se objevovaly na gymnáziu, publikovala v různých literárních časopisech pro mladé, např. v časopise Gong (redaktor Stanislav Petlach). Autorka zde publikovala poezii, speciálně vytvářené pohádkové texty pro neslyšící děti, odborné články z oboru surdopedie. Následovala léta psaní „do šuplíku“ a literárního zrání. Mezitím Delicie Nerková přijala křesťanskou víru a rozhodla se publikovat tehdy, až doba uzraje ke svobodě. Do roku 1989 publikovala kromě občasných drobných próz a básní v časopisech jen odborné články v oboru speciální pedagogika. V roce 1990 přijala definitivně svůj literární pseudonym Delicie Nerková a začala vydávat poezii vlastním nákladem. „Šuplíkové“ básnické sbírky, nashromážděné v předchozích 25 letech, zlikvidovala a začala psát zcela nově, se silným duchovním kontextem. První básnická sbírka vyšla vlastním nákladem s názvem Te Deum v roce 1991, pak následovaly další.
Prózu píše výjimečně, ačkoliv příběhy lidí, které potkává, i její vlastní mají velmi dobrou odezvu jak v časopisech, tak i v literárních soutěžích. Autorka získala opakovaně prestižní ocenění jak za poezii, tak i za prózu v soutěžích Literární Šumava, Literární Varnsdorf, Literární Čáslav, Mělnický Pegas, Tachovská reneta i při dalších příležitostných soutěžích, vyhlášených časopisem Zora, nakladatelstvím Okamžik, o. s., Ministerstvem kultury a Ministerstvem práce a sociálních věcí.

### Básnické sbírky
- Te Deum (1991)
- Jóbova zpověď / Zpráva o mrtvých (2001)
- Andělské zvonění (2003)
- Pravdy a pocity / Sedmý den (2005)
- Klauni a šašci (2006), Praha, vydáno vlastním nákladem
- Pod fíkovníkem (2006), Praha, vydáno vlastním nákladem
- Hledači pokladů (2007), Praha, vydáno vlastním nákladem
- Průniky (2009)
- Druhé dětství (2011)
- Sepraná košile (2013), vydal Balt-East
- Přikryto marností (2018), vydal Křesťanský sbor Ostrava – Kunčičky (KSb)

### Próza
- Darmojedi (2008), vydalo o. s. Okamžik
- Psí knížka (2017), vydal Nadační fond Mathilda
- Rybí polévka za časů korony (2021), vydal Talent Pro Art, Praha